# Gonospora goodrichae
Gonospora goodrichae is een soort in de taxonomische indeling van de Myzozoa, een stam van microscopische parasitaire dieren. Het organisme komt uit het geslacht Gonospora en behoort tot de familie Urosporidae. Gonospora goodrichae werd in 1977 ontdekt door Levine.